# Kirghizistan ai Giochi olimpici
Il Kirghizistan ha partecipato per la prima volta ai Giochi olimpici nel 1994, nel 1996 per quanto riguarda le Olimpiadi estive.
Gli atleti kirghisi hanno vinto 7 medaglie ai Giochi olimpici estivi, mentre non ne hanno vinta alcuna ai Giochi olimpici invernali.
Il Comitato Olimpico Nazionale della Repubblica del Kirghizistan, creato nel 1991, venne riconosciuto dal CIO nel 1993.

## Medaglieri

### Medaglie alle Olimpiadi estive
| Giochi              | Oro | Argento | Bronzo | Totale |
| ------------------- | --- | ------- | ------ | ------ |
| 1996 Atlanta        | 0   | 0       | 0      | 0      |
| 2000 Sydney         | 0   | 0       | 1      | 1      |
| 2004 Atene          | 0   | 0       | 0      | 0      |
| 2008 Pechino        | 0   | 1       | 2      | 3      |
| 2012 Londra         | 0   | 0       | 0      | 0      |
| 2016 Rio de Janeiro | 0   | 0       | 0      | 0      |
| 2020 Tokyo          | 0   | 2       | 1      | 3      |
| 2024 Parigi         | 0   | 2       | 4      | 6      |
| Totale              | 0   | 5       | 8      | 13     |

### Medaglie alle Olimpiadi invernali
| Giochi              | Oro | Argento | Bronzo | Totale |
| ------------------- | --- | ------- | ------ | ------ |
| 1994 Lillehammer    | 0   | 0       | 0      | 0      |
| 1998 Nagano         | 0   | 0       | 0      | 0      |
| 2002 Salt Lake City | 0   | 0       | 0      | 0      |
| 2006 Torino         | 0   | 0       | 0      | 0      |
| 2010 Vancouver      | 0   | 0       | 0      | 0      |
| 2014 Soči           | 0   | 0       | 0      | 0      |
| 2018 Pyeongchang    | 0   | 0       | 0      | 0      |
| 2022 Pechino        | 0   | 0       | 0      | 0      |
| Totale              | 0   | 0       | 0      | 0      |

### Medaglie per disciplina

#### Olimpiadi estive
| Sport    | Oro | Argento | Bronzo | Totale |
| -------- | --- | ------- | ------ | ------ |
| Lotta    | 0   | 4       | 7      | 11     |
| Judo     | 0   | 0       | 1      | 1      |
| Pugilato | 0   | 1       | 0      | 1      |
| Totale   | 0   | 5       | 8      | 13     |